# Kim Se-jin
Kim Se-jin (* 30. Januar 1974 in Okcheon-gun; koreanisch: 김세진) ist ein südkoreanischer Volleyballtrainer und ehemaliger Nationalspieler. Er steht aktuell als Trainer von Ansan OK Savings Bank Rush & Cash VC unter Vertrag.

## Karriere

### Ausbildung
Seine Volleyballanfänge hatte Kim Se-jin in der Okcheon High School. Später wurde er weiter an der Hanyang-Universität ausgebildet.

### Karriere als Spieler
Nach Ende seiner Ausbildung ging Kim zu den Samsung Fire VC. In seiner Laufbahn konnte er die Korean Volleyball Superleague mehrmals gewinnen. So gewann er die Spielzeiten 1997, 1998, 1999, 2000, 2001, 2002, 2003 und 2004. Nachdem der Verein in die V-League eintrat, wurde er ebenfalls Teil der Kader 2005 und 2005/06. 2005 gewann er auf Anhieb mit den mittlerweile umbenannten Verein Daejeon Samsung Fire Bluefangs VC die Ligameisterschaft. In der Spielzeit 2005/06 wurde er mit Daejeon Vizemeister. In der Premierensaison des KOVO-Cups konnte der Verein Zweitplatzierter werden. Nach Ende der Saison 2005/06 beendete Kim seine aktive Laufbahn und verließ den Verein.

### Länderspielkarriere
Noch während seiner Hanyang-Zeit wurde Kim in die U-20 Südkorea-Auswahl eingeladen. Im gleichen Jahr gewann er die Asiatische-Jugend-Volleyball-Meisterschaft in Teheran. Kurz darauf wurde er auch in die Südkoreanische Volleyballnationalmannschaft der Männer eingeladen. Mit ihr gewann er die Volleyball-Asienmeisterschaft 1993 in Nakhon Ratchasima. 1995 errang er mit der Auswahl in Seoul den 2. Platz und 1997 errang er mit der Auswahl in Teheran ebenfalls den 2. Platz. 2001 gewann er mit der Auswahl in Changwon und 2003 in Tianjin den 1. Platz und somit Gold. Bei den Asienspielen errang er 1994 in Hiroshima mit der Auswahl den Bronze-Rang, 1998 in Bangkok den Silberrang und 2002 in Busan sogar den Goldrang. Kim nahm auch dreimal an den Olympischen Spielen teil. 2003 beendete er seine Karriere als Auswahlspieler und trat zurück.

### Trainerlaufbahn
2013 kehrte Kim in die V-League als Trainer zurück. Der neubeigetretene Verein Ansan OK Savings Bank Rush & Cash VC gab seine Verpflichtung bekannt. In seiner ersten Saison als Trainer erreichte der Verein nur einen sechsten Tabellenplatz in der Liga. Im Pokal scheiterte der Verein schon in der Gruppenphase. In der darauffolgenden Saison erreichte der Verein den zweiten Platz in der regulären Saison und qualifizierte sich somit für die Play-offs. Dort gewann er mit seinem Team gegen Suwon KEPCO Vixtorm VC mit 2:0 nach gewonnenen Spielen und stand darauffolgend im Finale. Im Best-of-3-Modus konnten sie seinen alten Verein Daejeon Samsung Fire Bluefangs VC mit 3:0 nach gewonnenen Spielen schlagen und wurden daraufhin Südkoreanischer Meister. Im Pokal konnte sich der Verein bis in das Finale vorkämpfen, scheiterte dort allerdings an den Seoul Woori Card Hansae VC mit 1:3 nach Sätzen.
2015/16 konnte Ansan nach einem 3:1-Finalsieg über Cheonan Hyundai Capital Skywalkers den Meistertitel verteidigen. In der Saison 2016/17 wurde man Letzter und konnte somit den Titel nicht verteidigen. Auch im Pokal konnte der Trainer keine Erfolge feiern. Der Verein schied schon in der Gruppenphase aus den Pokal aus. In der Spielzeit 2017/18 konnte die Mannschaft sich nicht verbessern und beendete die Saison erneut als Letzter. Auch im Pokal schieden sie erneut in der Gruppenphase wieder aus.

## Vereins-Erfolge

### Als Spieler
- 8× Korean-Volleyball-Superleague-Gewinner: 1997, 1998, 1999, 2000, 2001, 2002, 2003, 2004
- 1× V-League-Gewinner: 2005

### Als Trainer
- 1× Meister der V-League mit Ansan: 2014/15